# Силвер (тауншип, Миннесота)
Силвер (англ. Silver) — тауншип в округе Карлтон, Миннесота, США. На 2000 год его население составило 389 человек.

## География
По данным Бюро переписи населения США площадь тауншипа составляет 90,9 км², из которых 90,8 км² занимает суша, а 0,1 км² — вода (0,11 %).

## Демография
По данным переписи населения 2000 года здесь находились 389 человек, 148 домохозяйств и 111 семей.  Плотность населения —  4,3 чел./км².  На территории тауншипа расположено 169 построек со средней плотностью 1,9 построек на один квадратный километр. Расовый состав населения: 97,43 % белых, 0,26 % коренных американцев и 2,31 % приходится на две или более других рас. Испанцы или латиноамериканцы любой расы составляли 2,06 % от популяции тауншипа.
Из 148 домохозяйств в 29,1 % воспитывались дети до 18 лет, в 70,3 % проживали супружеские пары, в 2,7 % проживали незамужние женщины и в 25,0 % домохозяйств проживали несемейные люди. 21,6 % домохозяйств состояли из одного человека, при том 6,8 % из — одиноких пожилых людей старше 65 лет. Средний размер домохозяйства — 2,63, а семьи — 3,11 человека.
26,2 % населения — младше 18 лет, 6,2 % — в возрасте от 18 до 24 лет, 24,9 % — от 25 до 44, 30,1 % — от 45 до 64, и 12,6 % — старше 65 лет. Средний возраст — 40 лет. На каждые 100 женщин приходилось 104,7 мужчин.  На каждые 100 женщин старше 18 приходилось 103,5 мужчин.
Средний годовой доход домохозяйства составлял 36 833 доллара, а средний годовой доход семьи —  41 786 долларов. Средний доход мужчин —  31 250  долларов, в то время как у женщин — 26 094. Доход на душу населения составил 15 505 долларов. За чертой бедности находились 2,9 % семей и 4,9 % всего населения тауншипа, из которых 5,9 % младше 18 лет.